# Surineilanden
De Surineilanden (Thai: หมู่เกาะสุรินทร์) zijn een groep van vijf eilanden behorend tot de provincie Phang Nga in Thailand. Ze liggen in de Andamanse Zee op ongeveer 80 km van Khao Lak.
De eilanden van de groep zijn Ko Surin Nuea, Ko Surin Tai, Ko Ri, Ko Kai en Ko Klang. Bekendst bij duikers zijn de koraalriffen rond Richelieu Rock, een kleine rotspunt. De eilanden en de zee rond de eilanden vormen sinds 1981 een nationaal park van 141 km².